# Трохимчук Віктор Васильович
Трохимчук Віктор Васильович (нар. 5 квітня 1955, село Ушомир, Коростенщина, Житомирська область, Україна) — український науковець у галузі фармації, заслужений працівник освіти України, педагог, полковник медичної служби (з 1994 року), доктор фармацевтичних наук, професор, член-кореспондент РАП, завідувач кафедри організації і економіки фармації, перший декан фармацевтичного факультету Одеського національного медичного університету (2003–2013 рр.), декан медико-профілактичного і фармацевтичного факультету Національного університету охорони здоров’я України імені П.Л.Шупика(з 2015), головний редактор науково-практичного журналу «Фармацевтичний журнал» 

## Біографія

### Освіта
Закінчив Ушомирську середню школу (1973), Житомирський базовий фармацевтичний коледж ім. Г. С. Протасевича з відзнакою та отримав кваліфікацію «фармацевта» (1973), навчався на фармацевтичному факультеті Запорізького державного медичного інституту (1976), закінчив Військово-медичний інститут з відзнакою та присудженням золотої медалі та отримав кваліфікацію провізора(1978), ад'юнктуру Військово-медичної академії(1983).
Кандидат фармацевтичних наук (1983), доцент (1991), доктор фармацевтичних наук (1998), професор (2001).

Viktor Trokhymchuk graduated from Ushomir Secondary School (1973),  Protasevich Zhytomyr Basic College of Pharmacy with honors and received the qualification of "pharmacist" (1973), studied at the pharmaceutical faculty of Zaporizhzhya State Medical Institute (1976), graduated from the   Military Medical Institute with honors and the award of a gold medal and received the qualification of a pharmacist (1978), graduated from the Kirov Military Medical Academy  (1983).
Candidate of Pharmaceutical Sciences, PhD (1983), Associate Professor (1991), Doctor of Pharmaceutical Sciences (1998), Professor (2001).

## Фармацевтична і наукова діяльність
- Фармацевтичні посади в аптеці 22 с.Ушомир Житомирського обласного аптечного управління (1973)
- Провізорські посади у військах МО (1978–1980)
- Посади науково-педагогічного складу у Військово-медичній академії : ад'юнкт (1980–1983), асистент (1983–1989), доцент, професор (1989–1993) кафедри військової фармації
- Посади науково-педагогічного складу в Українській військово-медичній академії Українська військово-медична академія — ініціатор створення кафедри військової фармації, сформував та її очолював і був першим начальником кафедри (1994–2003)
- Посади науково-педагогічного складу в Одеському національному медичному університеті: завідувач кафедри організації та економіки фармації ( 2003 - 2013), декан фармацевтичного факультету (2003 - 2013).
- Професор кафедри (з 2013), декан медико-профілактичного і фармацевтичного факультету Національного університету охорони здоров'я України  імені П.Л.Шупика (з 2015)

## Військові звання
Військові звання Збройних Сил СРСР
- Лейтенант медичної служби (1978)[джерело?]
- Старший лейтенант медичної служби (1980)
- Капітан медичної служби (1984)[джерело?]
- Майор медичної служби (1988)[джерело?]
- Підполковник медичної служби (1991)[джерело?]

Військові звання Збройних Сил України
- Підполковник[джерело?]
- Підполковник медичної служби[джерело?]
- Полковник медичної служби (1994)[джерело?]
- З 2003 року — в запасі.[джерело?]

## Нагороди
- Присвоєно почесне звання «Заслужений працівник освіти України»
- Нагороджений 5 державними медалями
- Нагороджений відзнакою Міністерства оборони України «Ветеран військової служби» (2001 р.)
- Нагороджений почесною медаллю «15 років Українській військово-медичній академії» (2008 р.)
- Нагороджений Почесними грамотами Міністерства оборони України (1997, 1999, 2001, 2018 р.)
- Нагороджений Почесними грамотами Міністерства охорони здоров'я (2006, 2008, 2009 р.)
- Нагороджений Почесними грамотами Міністерства освіти і науки України (2001, 2007 р.)
- Нагороджений нагрудним знаком Міністерства освіти і наууки України «Відмінник освіти України» (2000 р.)
- Нагороджений почесними нагрудним знаком «Подяка мера м. Києва» (2002 р.)
- Нагороджений почесним нагрудним знаком голови Одеської обласної державної адміністрації (2007)
- Нагороджений почесними грамотами Державного фармакологічного центру Міністерства охорони здоров'я України (2002 р.), Міністерства освіти і науки України (2008 р.), Міністерства охорони здоровя України (2005, 2009 р.), Міністерства оборони України (2002, 2018 р.), Всеукраїнської громадської організації «Фармацевтична Асоціація України» (2005, 2007, 2009 р.), Управління міністерства внутрішніх справ України в Харківській області та управління боротьби з організованою злочинністю (2010 р.), Української військово-медичної академії (2015, 2018, 2020 р.), Національного університету охорони здоровя України (2022 р.).
- Нагороджений почесним ювілейним знаком « 25 років героїчного подвигу» (2011 р.).
- Пам’ятний знак «210 років 411 Центральному військовому клінічному госпіталю» (Міністерство оборони України, 2007 р.)
- Орден «Герой Чорнобиля» (25.02.2015 р.),
- Нагороджений Пам’ятним знаком «Відзнака Національного університету охороно здоров’я України імені П.Л.Шупика» №54 (наказ №153-к від 26.03.2025 р.)
- Нагороджений Почесною відзнакою «За заслуги» (Українська військово-медична академія, наказ №48 від 5.04.2025 р.)
- Пам’ятний нагрудний знак «За Україну. За її волю. 25 років» (Міністерство оборони України, 24.01.2017 р.)
- Відзнака 1 і 2 ступені «Віра, мужність, честь» (Українська православна церква, 02.09.2018 р., 01.11.2018 р.)
- Медаль «100 років НМАПО імені П.Л.Шупика» (02.10.2018 р.)
- Відзнака «Знак пошани» (Національна медична палата України,24.01.2018 р.)
- Подяка начальника Національного військово-медичного клінічного центру   «Головний військовий клінічний госпіталь» від 5.04.2025 р.
- Подяка начальника Української військово-медичної академії від 5.04.2025 р.
- Орден «Зірка слави та заслуг» (Всеукраїнське об’єднання «Країна», 24.11.2020 р.)
- Нагороджений орденом «Сила милосердя» №1310 (Всеукраїнське об’єднання  «Країна», наказ №27 від 5.04.2025 р.)
- Медаль «За заслуги» (Українська військово-медична академія, 24.01.2018 р., 23.01.2020 р.)
- Подяка Командувача медичних сил Збройних Сил України від 5.04.2025 р.

## Науковий доробок
Засновник в Національному університеті охорони здоров'я України  імені П.Л.Шупика наукової школи з фармації.
Напрямок наукових досліджень — розвиток теорії та практики технології, стандартизації ліків і фармацевтичного управління.
Автор і співавтор понад 460 наукових, навчальних методичних праць, словників,підручників, навчальних посібників, серед них 18 патентів та авторських свідоцтв. Підготував 4 доктори і 18 кандидатів фармацевтичних наук.

## Наукова та Громадська діяльність
1. Член редакційних колегій і редакційних рад періодичних видань:
- Науково-практичний журнал «Український журнал військової медицини» (СКОПУС)

- Головний редактор науково-практичного журналу «Фармацевтичний журнал»

- Науковий журнал «Фармацевтичний часопис»

- Науковий журнал «Одеський медичний журнал»

- Науково-виробничий журнал «Управління, економіка та забезпечення якості в фармації»
- Международный научно-практический журнал для фармацевтов и врачей «Рецепт»
- Науково-практичний спеціалізований журнал «Міжнародний журнал Антибіотики та Пробіотики» [недоступне посилання з жовтня 2019]

2. Член Спеціалізованих Вчених рад по захисту дисертацій здобуття наукового ступеня доктора фармацевтичних наук за спеціальністю 15.00.01- технологія ліків, організація фармацевтичної справи та судова фармація:
- Д 26.613.04 при Національному університеті охорони здоров’я України імені П.Л.Шупика

- Д 64.605.02 при Національному фармацевтичному університеті (м. Харків) з 2007–2014 рр.

- при Українській військово-медичній академії Українська військово-медична академія(одноразові захисти) (м. Київ)

3. Президент Одеської обласної асоціації фармацевтів (2004–2013 рр.)
4. Заступни голови Президії комісії з фармації Науково-методичної ради і науково-методичні комісії з вищої освіти МОНмолодьспорту України (наказ МОН України № 1364 від 25 листопада 2011 року)
5. Член комісії з медицини Науково-методичної ради і науково-методичні комісії з вищої освіти МОНмолодьспорту України (2011)
6. Голова атестаційної комісії при Державній службі лікарських засобів в Київській області (2016)

## Основні праці
- Трохимчук В.В., Панкратов І.О. Маркетинг-аналіз фармацевтичного ринку лікарських засобів для профілактики та лікування хворих на COVID-19 з ураженнями центральної нервової системи //	Фармацевтичний журнал. - 2024.-Т.79, №3.- С.11-24  DOI: 10.32352/0367-3057.3.24.02.
- Соловйов С. О., Трохимчук В. В. та ін.. Фізико-хімічні та біофармацевтичні дослідження мазі з циміналем //Фармацевтичний журнал.-2024.-Т.79, №1.- С.52-59  ДOI: 10.32352/0367-3057.1.24.06
- Dzyublik, I. V. Trokhimenko, O. P.  Soloviov, S. O. Trokhymchuk, V. V. Bororova, O. L. Yakovenko, O. K. Efficacy Decametoxin in Vitro for Quick Inactivation of Respiratory Coronavirus 	//Фармацевтичний журнал. - 2022. - Т. 77.  - № 2. - С. 87-101. DOI: https://doi.org/10.32352/0367-3057.2.22.09
- Serhii H Ubohov, Serhii O Soloviov, Tetiana S Todosiichuk, Violetta I Todorova, Viktor V Trokhymchuk, Liubov B Pilipchuk . Enlightenment activities in the field of health and medicines in the context of Good Pharmacy Practice// Wiadomości Lekarskie.- 2021.- T. 74, №7.- Р. 1666-1673.
- Antimicrobial activity of some 5-aminomethylene-2-thioxo-4-thiazolidinones//Trokhymchuk,V.V., Holota, S.M., Derkach, G.O., Zasidko, V.V., ...Kutsyk, R.V., Lesyk, R.B.-Biopolymers and Cell, 2019, 35(5), pp. 371–380
- A cost minimization analysis of α2b-interferon supplementation in complex pharmacotherapy of rotavirus infection in newborns | Analýza minimalizace nákladů α2b-interferoné suplementace v komplexní farmacoterapii rotavirové infekce u novorozenců//Soloviov, S.O., Ubohov, S.H., Aleksandrina, T.A., Trokhymchuk, V.V., Zahoriy, H.V..-Ceska a Slovenska Farmacie, 2020, 69(2), pp. 83–89
- Pharmacoeconomic rationale of zinc supplementation in the management of acute diarrhea in children with rotavirus infection in Indonesia/Hakim, M.S., Soloviov, S., Nirwati, H., ...Leleka, M., Trokhymchuk, V.//Indonesian Journal of Pharmacy, 2019, 30(4), pp. 301–308
- Трохимчук В.В. і співавт. Process model of the pharmaceutical integrated management systems//Wiadomosci lekarskie (Warsaw, Poland : 2019) 72(2), pp. 201-208 . Видання Scopus
- Trochymchuk V.et al. Study of Compatibility of the Ingredients at Pharmaceutical Development of Medicine Syrup// Asian Journal of Pharmaceutics.-2018-Vol.12,№4.-Р.272- 280 //DOI: 10.22377/ajp.v12i04.2835. Видання WoS.
- Trokhymchuk, V.V.et al. Pharmacoeconomic and epidemiological bases of optimal rotavirus vaccine supply for Ukrainian population(Article) //Wiadomosci lekarskie (Warsaw, Poland : 2019)Volume 72, Issue 7, 2019, Pages 1274-1281.
- Trochymchuk  V. et al. Study of Compatibility of the Ingredients at Pharmaceutical Development of Medicine  Syrup//Asian Journal of Pharmaceutics.- 2018-Vol. 12,№4.-Р. 272-280 //DOI: 10.22377/ajp.v12i04.2835.
- Трохимчук В.В. і співавт. Концептуальні  аспекти управління розподілом медичного майна з  позиції  військово-фармацевтичної логістики// Фармацевтичний журнал.- 2019.-№3.-С.4-12. https://doi.org/ 10.32352/0367-3057.3.19.0
- Trokhymchuk, V. V. et al. Аналіз критеріїв ефективності застосування противірусного препарату у комплексній фармакотерапії негоспітальних пневмоній. Фармацевтичний журнал,2019, №1, 97-104. https://doi.org/10.32352/0367-3057.1.19.09
- Убогов С. Г., Трохимчук В. В., Загорий В. А. Методические и прикладные аспекты управления рисками для качества в аптечных учреждениях// Рецепт. Международный научно-практический журнал для фармацевтов и врачей. 2019. Т. 22, № 1. С. 136-146.
- Трохимчук В.В. і співавт. Фізико-хімічні властивості лікарського сиропу з глюкозаміном та левокарнитином//Військова медицина України.-2018.-№3.-С.91-100.
- Трохимчук В. В. і співавт. Методические и прикладные аспекты управления рисками для качества в аптечных учреждениях//Рецепт. Международный научно-практический журнал для фармацевтов и врачей. -2019. Т. 22, № 1. -С. 136-146.
- Trochymchuk  V. et al. Process model of the pharmaceutical integrated management systems.// Wiadomości Lekarskie. -2019. –Т.72,  № 2.- Р. 201-208.
- Трохимчук В.В. і співавт. Аналіз критеріїв ефективності застосування противірусного препарату у комплексній фармакотерапії негоспітальних пневмоній//Фармацевтичний журнал.- 2019.-№1.-С.97-104. https://doi.org/10.32352/0367-3057.1.19
- Трохимчук В.В. і співавт. Концептуальні  аспекти управління розподілом медичного майна з  позиції  військово-фармацевтичної логістики//Фармацевтичний журнал.- 2019.-№3.-С.4-12. https://doi.org/ 10.32352/0367-3057.3.19.0
- Улізко І. В., Трохимчук В. В., Чуєшов В. І. Реологічні характеристики гелів на основі гідроксиметилцелюлози //Scientific Journal «Science Rise: Pharmaceutical Science».- 2016.-Vol.3 (3).-P.  44-48
- Ulizko Igor, Trokhymchuk Viktor, Stepanenko Sergey and BobritskayaLarisa.  Development of burdock leaves dense extract obtaining technology // The Pharma Innovation Journal 2016.-Vol. 5(10).-P. 29-31.
- Трохимчук В. В., Улизко И. Изучение комбинированного геля мелоксикама и экстракта сирени// Yale Review of Education and Science.- Yale: University Press, 2015.-Vol.6, №1(16)-Р.510-516.
- Фармацевтична композиція «Офлінім» у формі мазі з протизапальною, антимікробною, знеболювальною та репаративною дією // Трохимчук В.В., Шматенко В.В., Тарасенко В.О.Патент на корисну модель №89839 UA, МПК А61К9/06(2006.01); № u2013 15497 Заявлено 30.12.2013; Опубл. 25.04.2014, Бюл. №8.
- Трохимчук В.В. Розроблення рекомендацій щодо створення  локальних формулярів лікарських засобів для хворих на гастрит і дуоденіт дітей / В.В. Трохимчук, І.В.Вишницька. //Фармац. журн. – 2016. - №3-4. – С.16-20
- Трохимчук В.В. Стан забезпечення муколітичними засобами хворих на позалікарняну пневмонію дітей  / О.І. Бєляєва, В.В. Трохимчук // Український медичний альманах. – 2013. – Т.16. - №1. – С. 122-126.   .
- Трохимчук В.В Експертне дослідження ефективності та безпечності лікарських препаратів для лікування дітей, хворих на пневмонію/В.В.Трохимчук, О.І.Бєляєва // Фармац. журн. – 2014. - №6. – С.8-17
- Трохимчук В.В.  Спазмолітичні ЛЗ для лікування хворих на жовчнокам’яну хворобу на фармацевтичному ринку України   /В.В.Трохимчук , О.В.Кирпач // Фармац.журнал.-2014.-№5.-С.5-8
- Трохимчук В.В.  Фармакоекономічні підходи до аналізу основних моделей лікування позалікарняної пневмонії у дітей  /В.В.Трохимчук , О.І.Бєляєва // Управління, економіка та забезпечення якості в фармації. – 2013. – № 2. – С. 62-69.
- Давтян Л. Л., Рева Д. В., Чубенко О. В. , Трохимчук В.В.  Розробка методики виявлення та визначення діючих речовин у складі стоматологічного гелю// Фармац. журн. – 2016. - №2. – С.48-53.
- Давтян Л. Л., Рева Д. В., Чубенко О. В. , Трохимчук В.В. Разработка методики выявления и определения активных фармацевтических ингредиентов в составе стоматологических пленок// Рецепт.- 2016.-Т.19,№ 4.-С.
- Дроздова А. О., Трохимчук В.В.,  Чубенко А. В. Разработка методик качественного и количественного определения  клотримазола в составе крема// Рецепт.- 2016.-Т.19,№ 4.-С.
- Фармакоекономічна оцінка прямих витрат на лікування дітей віком до 3 років, хворих на пневмонію середнього ступеня тяжкості// Одеський медичний журнал.-2010.-№ 6(122).-С.25-28 (співавт.).
- Термографічне дослідження зразків моно-карбоксицелюлози, отриманих при підвищених тиску й температури//Запорожский медицинский журнал.-2011.-Т.13, № 1.-С.87-89 (співавт.)
- Загальні закономірності «старіння» мокарбоксицелюлозних препаратів// Фармацевтичний часопис.-2010.-№ 4.-С.24-27(співавт.).
- Спосіб отримання високоокисненої целюлози// Патент на корисну модель № 53379 від 11.10.2010 р. (співавт.).
- Методологія проведення фармакоекономічних досліджень застосування перев'язувальних засобів у військово-медичній службі //Військова медицина України. — 2010. — № 3-4. — С. 154–160 (співавт.).
- Аналіз основних фармакотерапевтичних груп лікарських засобів для лікування дітей, хворих на гастрит і дуоденіт, та можливість їх імпортозаміни //Одеський медичний журнал.-2012.-№ 1(129). - С. 58-62 (співавт.).
- Дослідження арсеналу лікарських засобів для лікування дітей хворих на гастрит і дуоденіт//Фармацевтичний часопис. - 2012. - № 4(24). - С. 104-109 (співавт.).
- Клініко-економічні характеристики фармакотерапії поза лікарняної пневмонії у дітей//Фармацевтичний часопис. - 2012. - № 4(24). - С. 163-168 (співавт.).